# AccidentHouse
『AccidentHouse』（アクシデントハウス）とは、K App.が制作し2020年にリリースされた3Dホラーゲーム。
QuietMansionシリーズの第三作品に当たり、「K GAME Project」第三弾。
キャッチコピーは「これは、人を信じすぎた男の悲しい物語」。
時系列は前作であるQuietMansion2の2年前であり、前作で明言されなかったバイオテロの真相が語られる。

## 概要
探索型の一人称視点3Dホラーゲームであり、プレイヤーは廃屋からの脱出を目指す。
開発当初より「進化するホラーゲーム」として言及されており、
プレイヤーの意見を参考にしてより良いゲームを開発するという考え方で開発されている。

## 沿革
2020年2月7日にK GAME Project第三弾としてAccidentHouseが発表。
同年4月1日にクローズドベータテストが実施。
同年5月11日にオープンベータテストが開始。
同年6月1日に開発機材の性能向上を主な目的とした、クラウドファンディングを実施する事が発表。
同年6月9日にクラウドファンディングが開始され、開始5日で目標金額に到達。
同年6月26日、Steamストアページの公開とクラウドファンディング支援者に先行公開されていた体験版が一般公開。
その後、複数回クローズドベータテストを実施。
同年10月24日にAccidentHouse早期アクセス版が配信開始。
同年10月22日にAccidentHouse正式版が発売。

## ゲームシステム
こちらから反撃する事は出来ず、可能なのはただ逃げる事のみである。
本作には、「Easy」・「Normal」・「鬼モード」の三種類の難易度調節が可能。
難易度によってHPの上限値や敵の能力に差がある。
なお、鬼モードのクリア率は7.1%となっている。

## ゲームの評価
学生が開発した事が前面に出過ぎており、ゲーム自体の評価が少ない。
Steamの評価は「非常に好評」と「やや好評」の間を維持している。
本作では突然敵が目の前に出てきてびっくりさせるジャンプスケアと呼ばれる演出が多用されており、
安っぽいホラーゲームとして評価を受ける事も少なくない。
しかしクラウドファンディングが短期間で成功した点や、ある程度の実況動画数が確認されるなど多少の話題はあった模様。